# 黑圆尾鹱
黑圆尾鹱（學名：Pseudobulweria aterrima），又名马斯克林圆尾鹱或马斯克林黑圆尾鹱，是一種中等體型的暗色圆尾鹱，體長35到36 cm。舊屬圆尾鹱属，今屬擬燕鸌屬。
大眾對本物種的認識，源於四隻於19世紀時在留尼汪島上發現的標本。後來在1970年代，兩隻本物種的死鳥又在留尼汪發現。除此以外，從1964年開始只在留尼汪以南海域有過極少量發現，
此外，在马斯克林群岛的罗德里格斯岛上亦曾發現本物種遺骸的亞化石。
由於數量稀少，很容易會被外來物種或輕量的污染影響，所以被列為極危物種。

## 外部連結
- BirdLife International Species Factsheet